# El Maset (Aguilar de Segarra)
El Maset és una masia situada al municipi d'Aguilar de Segarra, a la comarca del Bages. Es troba prop d'un jaciment arqueològic romà.